# 2254 Requiem
2254 Requiem eller 1977 QJ1 är en asteroid i huvudbältet som upptäcktes den 19 augusti 1977 av den rysk-sovjetiske astronomen Nikolaj Tjernych vid Krims astrofysiska observatorium på Krim. Den har fått sitt namn efter upptäckarens mor.